# Omar Govea
Omar Nicolás Govea García, meglio noto come Omar Govea (San Luis Potosí, 18 gennaio 1996), è un calciatore messicano, centrocampista del Guadalajara.

## Carriera

### Club
Cresciuto nei settori giovanili di San Luis e América, il 6 luglio 2015 passa in prestito con diritto di riscatto al Porto B; al termine della stagione viene riscattato, firmando un quadriennale con il club portoghese.
Il 6 luglio 2017 viene ceduto a titolo temporaneo al R.E. Mouscron.

### Nazionale
Il 3 novembre 2017 riceve la prima convocazione in nazionale maggiore, esordendo il 13 novembre, in occasione dell'amichevole vinta per 0-1 contro la Polonia.
Il 16 dicembre 2023 realizza il suo primo gol per la massima selezione messicana nell'amichevole persa per 2-3 contro la Colombia.

## Statistiche

### Presenze e reti nei club
Statistiche aggiornate all'11 marzo 2018.
| Stagione        | Squadra              | Campionato      | Campionato | Campionato | Coppe nazionali | Coppe nazionali | Coppe nazionali | Coppe continentali | Coppe continentali | Coppe continentali | Altre coppe | Altre coppe | Altre coppe | Totale | Totale |
| Stagione        | Squadra              | Comp            | Pres       | Reti       | Comp            | Pres            | Reti            | Comp               | Pres               | Reti               | Comp        | Pres        | Reti        | Pres   | Reti   |
| --------------- | -------------------- | --------------- | ---------- | ---------- | --------------- | --------------- | --------------- | ------------------ | ------------------ | ------------------ | ----------- | ----------- | ----------- | ------ | ------ |
| 2014-2015       | Mineros de Zacatecas | LA              | 0          | 0          | CM              | 9               | 0               | -                  | -                  | -                  | -           | -           | -           | 9      | 0      |
| 2015-2016       | Porto B              | SL              | 35         | 0          | -               | -               | -               | -                  | -                  | -                  | -           | -           | -           | 35     | 0      |
| 2016-2017       | Porto B              | SL              | 32         | 0          | -               | -               | -               | -                  | -                  | -                  | -           | -           | -           | 32     | 0      |
| Totale Porto B  | Totale Porto B       | Totale Porto B  | 67         | 0          |                 | -               | -               |                    | -                  | -                  |             | -           | -           | 67     | 0      |
| 2017-2018       | Mouscron             | D1              | 28         | 4          | CB              | 0               | 0               | -                  | -                  | -                  | -           | -           | -           | 28     | 4      |
| Totale carriera | Totale carriera      | Totale carriera | 95         | 4          |                 | 9               | 0               |                    | -                  | -                  |             | -           | -           | 104    | 4      |

### Cronologia presenze e reti in nazionale
| Cronologia completa delle presenze e delle reti in nazionale ― Messico | Cronologia completa delle presenze e delle reti in nazionale ― Messico | Cronologia completa delle presenze e delle reti in nazionale ― Messico | Cronologia completa delle presenze e delle reti in nazionale ― Messico | Cronologia completa delle presenze e delle reti in nazionale ― Messico | Cronologia completa delle presenze e delle reti in nazionale ― Messico | Cronologia completa delle presenze e delle reti in nazionale ― Messico | Cronologia completa delle presenze e delle reti in nazionale ― Messico |
| Data                                                                   | Città                                                                  | In casa                                                                | Risultato                                                              | Ospiti                                                                 | Competizione                                                           | Reti                                                                   | Note                                                                   |
| ---------------------------------------------------------------------- | ---------------------------------------------------------------------- | ---------------------------------------------------------------------- | ---------------------------------------------------------------------- | ---------------------------------------------------------------------- | ---------------------------------------------------------------------- | ---------------------------------------------------------------------- | ---------------------------------------------------------------------- |
| 13-11-2017                                                             | Danzica                                                                | Polonia                                                                | 0 – 1                                                                  | Messico                                                                | Amichevole                                                             | -                                                                      | 74’                                                                    |
| 23-3-2018                                                              | San Jose                                                               | Messico                                                                | 3 – 0                                                                  | Islanda                                                                | Amichevole                                                             | -                                                                      | 70’                                                                    |
| 27-3-2018                                                              | Arlington                                                              | Messico                                                                | 0 – 1                                                                  | Croazia                                                                | Amichevole                                                             | -                                                                      | 45’                                                                    |
| 7-10-2020                                                              | Amsterdam                                                              | Paesi Bassi                                                            | 0 – 1                                                                  | Messico                                                                | Amichevole                                                             | -                                                                      | 81’                                                                    |
| 16-12-2023                                                             | Los Angeles                                                            | Messico                                                                | 2 – 3                                                                  | Colombia                                                               | Amichevole                                                             | 1                                                                      |                                                                        |
| Totale                                                                 |                                                                        | Presenze                                                               | 5                                                                      |                                                                        | Reti                                                                   | 1                                                                      |                                                                        |

## Palmarès

### Club

#### Competizioni nazionali
- Segunda Liga: 1

Porto B: 2015-2016